# 劉子翼
劉 子翼（りゅう しよく、生没年不詳）は、隋末唐初の官僚。字は小心。本貫は常州晋陵県。

## 経歴
南朝陳の鄱陽王諮議参軍の劉興宗の子として生まれた。詩文の朗誦を得意とし、学問と品行があった。隋の大業初年、秘書監となった。河東郡の柳䛒に重んじられた。非行を容赦できない性格で、同僚に短所があれば、面と向かって非難した。友人の李伯薬は「劉四がまた人を罵っても、人はみな恨まない」といつもいっていた。隋末、沈法興が大司馬・録尚書事・天門公を自称すると、子翼はその下で選部侍郎をつとめた。貞観元年（627年）、子翼に対して長安に入るよう勅命があったが、母の老齢を理由に固辞し、太宗はその母を養うことを許可した。江南大使の李襲誉はかれの至孝を嘉して、米や絹を与えて、里門に顕彰するよう上表し、その居所を孝慈里と改名した。母が死去すると、子翼は喪に服した。喪が明けると、呉王府功曹として召し出された。二度異動して著作郎・弘文館直学士となり、『晋書』の編纂に参与し、朝散大夫の位を加えられた。永徽初年、死去した。『劉子翼集』20巻があった。

## 子女
- 劉懿之（給事中）[1][7]
- 劉禕之[1][2]
- 女（劉禕之の姉、宮中内官）[1][7]

## 伝記資料
- 『旧唐書』巻87 列伝第37
- 『新唐書』巻117 列伝第42